# Elizabeth Alexander (Astronomin)
Frances Elizabeth Somerville Alexander (* 13. Dezember 1908 in London Borough of Merton, England; † 15. Oktober 1958 in Ibadan,  Nigeria) war eine britische Geologin, Radioastronomin und Hochschullehrerin. Sie war die erste Geologin der Insel und erstellte 1950 die erste detaillierte geologische Karte von Singapur. Sie entdeckte mehrere Fossilien in Singapur, die sich im Natural History Museum in London befinden.

## Leben und Werk
Alexander verbrachte ihre Kindheit in Indien, wo ihr Vater der erste Professor für Chemie am Patna Science College und ab 1928 dessen Rektor war. Am Ende des Ersten Weltkriegs kehrte sie nach England zurück und besuchte nach Abschluss der weiterführenden Schule das Newnham College in Cambridge, wo sie 1931 ihr Geologiestudium mit Auszeichnung und dem Harkness-Preis abschloss. 1934 promovierte sie an der Cambridge University mit einer Dissertation (Ph.D.) über den Hauptaufschluss des Aymestry-Kalksteins.
Im Juli des folgenden Jahres heiratete sie den neuseeländischen Physiker Norman Alexander, mit dem sie 1936 nach Singapur zog, wo er den Lehrstuhl für Physik am Raffles College annahm. Sie begann dort mit einer Untersuchung der tropischen Verwitterung. Ihre drei Kinder wurden 1937, 1939 und 1941 in Singapur geboren.
Sie entwickelte ein besonderes Interesse an der Erosion im warmen und feuchten Klima Singapurs, wobei sie feststellte, dass Eisen, Aluminium und Silicate unter bestimmten Umständen mobil werden (Ferralitisierung) und mit unerwartet hoher Geschwindigkeit an der Bildung neuen „Gesteins“ (Laterit) beteiligt sind. Bis 1940 hatte sie einige Gesteinsproben im Mangrovensumpf vergraben, um sie einige Jahre später mit unbehandelten Proben im Labor zu vergleichen, das sie in ihrem eigenen Haus eingerichtet hatte. Sie war freiberuflich als Geologin tätig, hatte jedoch 1938 mit der Kriegsarbeit auf dem Marinestützpunkt Singapur begonnen, wo sie im Bereich Radio Direction Finding (RDF) beschäftigt war. Zu dieser Zeit wurde ein Netzwerk von Hochfrequenz-Funkpeilstationen mit großer Reichweite aufgebaut, mit Singapur als Kontrollzentrum. Singapur hatte besonders enge Beziehungen zu Neuseeland, dessen Marine noch ein Geschwader der Royal Navy war und das als Land in der drahtlosen Technologie weit fortgeschritten war.
In den Jahren 1940 und 1941 arbeitete sie bei der britischen Royal Navy im Bereich der Funkpeilung, im Rang eines Kapitäns im Naval Intelligence Service. Anfang 1942, als die Japanische Invasion der Malaiischen Halbinsel näher an Singapur rückte, brachte sie ihre Kinder in Neuseeland in Sicherheit und beabsichtigte, mit Radarausrüstung aus Sydney nach Singapur zurückzukehren. Doch Singapur kapitulierte und ihr wurde mitgeteilt, dass ihr Mann tot sei, sodass sie beschloss, in Neuseeland zu bleiben.

## Forschung in Neuseeland
Durch Kontakte zu Kollegen aus der Zeit an der Universität Cambridge, die zu diesem Zeitpunkt im Bereich Radar arbeiteten und ihre Verbindung zum Marinestützpunkt Singapur mit dem neuseeländischen Teil des RDF-Netzwerks, wurde sie eingeladen, am Aufbau und Betrieb der Abteilung für operative Forschung des neuseeländischen Radio Development Lab, der geheimen Radarforschungsabteilung des neuseeländischen Ministeriums für wissenschaftliche und industrielle Forschung, mitzuarbeiten.
Im April 1942 wurde sie zur Leiterin der Operations Research-Abteilung des Radio Development Laboratory in Wellington ernannt. Die Operational Research Section des Radio Development Laboratory war am neuseeländischen Kriegsradarentwicklungsprogramm beteiligt. Alexander war für die Forschungsradareinheit der Sektion Mount Wellington verantwortlich, wo Radarprototypen betrieben und getestet wurden. Sie untersuchte Ausbreitungseffekte und entwickelte grundlegende Theorien, damit die Radarleistung anhand meteorologischer Daten vorhergesagt werden konnte und umgekehrt.

### Norfolk Island Effect
Zwischen 1939 und 1945 entdeckten Wissenschaftler in Deutschland, England, den Vereinigten Staaten und Neuseeland unabhängig voneinander Radiowellen, die von der Sonne ausgehen. Aus Sicherheitsgründen wurden diese Entdeckungen jedoch bis nach dem Krieg weitgehend geheim gehalten.
Die neuseeländische Entdeckung erfolgte zwischen dem 27. März und dem 1. April 1945, als die Betreiber einer 200-MHz-Radareinheit der Royal New Zealand Air Force auf Norfolk Island einen starken Anstieg des Funkrauschens feststellten. Dieser Anstieg erfolgte nur innerhalb einer halben Stunde nach Auf- oder Untergang der Sonne. Alexander wurde beauftragt, dieses Phänomen zu untersuchen, das als Norfolk-Island-Effekt bezeichnet wurde. Sie veranlasste die Überwachung der Sonne innerhalb einer Stunde nach Sonnenaufgang und Sonnenuntergang an fünf verschiedenen Standorten, an denen sich neuseeländische Radareinheiten befanden, auf der Norfolkinsel, am Nordkap, Whangaroa, Maunganui Bluff und Piha. Im April zeichneten alle fünf Radarstationen solare Radioemissionen auf. Diese Beobachtungen zeigten Alexander, dass der Norfolk-Insel-Effekt signifikant war und mit der Strahlung der Sonne zusammenhing.
Für die zweite Hälfte des Jahres 1945 ein noch ausgefeilteres Sonnenüberwachungsprogramm vor, dieses Mal mit einer Kombination aus Radareinheiten der Luftwaffe, der Armee und der Marine. Im Rahmen dieses Beobachtungsprogramms wurde Neuseelands erstes spezielles Radioteleskop auf den Klippen südlich von Piha Beach errichtet. Obwohl die Beobachtungen zwischen Juli und Dezember 1945 durchgeführt wurden, wurden an diesen Stationen nur für kurze Zeit intensive Radioemissionen der Sonne aufgezeichnet, deren Schwerpunkt auf dem 5. Oktober lag. Zu diesem Zeitpunkt wurden in unregelmäßigen Abständen heftige Lärmwellen beobachtet.
In ihrer Zusammenfassung der im März, April und Oktober 1945 durchgeführten Beobachtungen kam Alexander zu dem Schluss, dass ein direkter Zusammenhang zwischen dem Vorhandensein von Sonnenflecken auf der Sonnenscheibe und dem Auftreten von Radiostößen von der Sonne besteht. Alexander verfasste eine Reihe von Berichten über ihre Arbeit und veröffentlichte Anfang 1946 einen kurzen Artikel in der neu herausgegebenen Zeitschrift Radio and Electronics. Alexander war zufällig zur richtigen Zeit am richtigen Ort und wurde unwissentlich die erste Frau auf der Welt, die auf dem Gebiet arbeitete, das später als Radioastronomie bekannt wurde. Ihre Forschung führte im unmittelbaren Nachkriegsjahr auch zu weiteren solaren Radioastronomieprojekten in Neuseeland und war teilweise für den Start des Radioastronomieprogramms an der Abteilung für Radiophysik (CSIR) in Sydney, Australien, verantwortlich.
Alexander konnte ihre Forschungsprojekte nicht weiterverfolgen, da ihr Vertrag mit der neuseeländischen Regierung mit Kriegsende endete.

## Geologin in Singapur und Ibadan
Am Ende des Krieges kam ihr Ehemann zu ihr und den Kindern nach Neuseeland, flog jedoch im März 1946 zurück nach Singapur, um bei der Wiedereröffnung des Raffles College zu helfen. Alexander und die Kinder segelten im Juli 1946 nach England, wo ihr Ehemann Ausrüstung für das Raffles College beschaffte. Alexander schrieb einige ihrer geologischen Forschungen aus der Vorkriegszeit. 1947 kehrten Alexander und ihr Ehemann nach Singapur zurück und ließen die Kinder bei einem Verwandten in England zurück, wo sie schließlich auf Internate gingen.
In den nächsten Jahren entwickelte sich das Raffles College zur University of Malaya, wobei sie während der Übergangszeit als Registrar (Kanzlerin) fungierte. Anschließend war sie als geologische Beraterin für verschiedene Gremien tätig. 1949 wurde sie von der Regierung Singapurs beauftragt, die Insel nach Granitvorkommen für den Wiederaufbau zu untersuchen und veröffentlichte den Bericht: Report on the availability of granite on Singapore and the surrounding islands (1950). Dieser Bericht enthielt die erste geologische Karte von Singapur.
1952 zogen die Alexanders nach Ibadan, Nigeria, wo ihr Ehemann den Lehrstuhl für Physik an der University of Ibadan annahm. Sie nahm sie eine Juniorstelle in der Landwirtschaftsabteilung an, da die Ehefrauen von Expatriate-Mitarbeitern keine Anstellung annehmen durften, wenn ein qualifizierter Nigerianer verfügbar war. Als die Universität 1958 eine Abteilung für Geologie gründete, wurde sie zur Dozentin befördert und übernahm die Leitung der Abteilung.
Nach nur drei Wochen in dieser neuen Position erlitt sie einen Schlaganfall und starb etwas mehr als eine Woche später, am 15. Oktober 1958, zwei Monate vor ihrem 50. Geburtstag.

## Veröffentlichungen (Auswahl)
- Report on the availability of granite on Singapore and the surrounding islands. Singapore: Government Publications Bureau, 1950.
- Observations on tropical weathering: a study of the movement of iron, aluminum and silicon in weathering rocks at Singapore. Quarterly Journal of the Geological Society of London, 1959, S. 115, 123–144.